# Circonscription de Lomabosa
La circonscription de Lomabosa est une des 121 circonscriptions législatives de l'État fédéré des nations, nationalités et peuples du Sud. Elle se situe dans la Zone Dawro. Sa représentante actuelle est Fantaye Bebulo Begaro.